# FC Lorient
Football Club Lorient Bretagne Sud (phát âm tiếng Pháp: [lɔʁjɑ̃ bʁətaɲ syd]; thường được gọi là FC Lorient hoặc đơn giản là Lorient; tiếng Breton: An Oriant) là một câu lạc bộ bóng đá của Pháp có trụ sở tại Lorient, Brittany. Câu lạc bộ được thành lập vào năm 1926 và hiện đang thi đấu tại Ligue 1, giải đấu hàng đầu của bóng đá Pháp, sau khi thăng hạng từ Ligue 2 trong mùa giải 2019–20. Lorient chơi các trận đấu trên sân nhà tại sân vận động Yves Allainmat, được đặt theo tên của cựu thị trưởng Lorient. Sân vận động hiện nay có tên là Moustoir vì vị trí của nó trong thành phố.
Lorient có một lịch sử tương đối ảm đạm ở ĐTQG trước năm 1998 khi câu lạc bộ lần đầu tiên góp mặt tại Ligue 1 trong mùa giải 1998–99. Trước đó, Lorient đã dành phần lớn lịch sử của đội như một câu lạc bộ nghiệp dư. Lorient đã đạt được vinh dự lớn nhất vào năm 2002 khi câu lạc bộ vô địch Coupe de France đánh bại Bastia 1–0 trong trận chung kết. Lorient chưa bao giờ vô địch Ligue 1, nhưng đã vô địch Championnat National vào năm 1995. Trong khu vực, câu lạc bộ đã giành được 5 Bretagne Division d'Honneur và sáu Coupe de Bretagne.

## Lịch sử
Câu lạc bộ bóng đá Lorient được thành lập vào ngày 2 tháng 4 năm 1926. Lorient được thành lập từ La Marée Spainst, một câu lạc bộ được thành lập một năm trước đó bởi Madame Cuissard, một người bảo trợ cửa hàng có nguồn gốc từ Saint-Étienne, và con trai của bà Joseph. Các câu lạc bộ bắt đầu chơi như một câu lạc bộ nghiệp dư dưới Tiệp Khắc quản lý Jozef Loquay và giành Champions de l'Ouest trong năm 1929, câu lạc bộ tham dự vào Division d'Honneur của khu vực Brittany. Năm 1932, Lorient vô địch giải đấu và 4 năm sau, lặp lại thành tích này. Sự bùng nổ của Thế chiến thứ hai đã hạn chế sự phát triển vượt bậc của câu lạc bộ trong khu vực và sự ra đi của một số cầu thủ tham gia chiến tranh hoặc rời đi để chơi ở nước ngoài đã phổ biến hiệu quả câu lạc bộ.
Sau chiến tranh, Antoine Cuissard, cháu trai của Madame Cuissard, tham gia câu lạc bộ với tư cách là một cầu thủ với ý định xây dựng lại nó để vinh danh bà của mình. Lorient bắt đầu chơi ở Division d'Honneur. Cuissard bắt đầu là một trong những cầu thủ Lorient đầu tiên duy trì một vị trí trong đội tuyển quốc gia Pháp khi chơi với câu lạc bộ. Năm 1954, ông chơi trong đội đủ điều kiện tham dự FIFA World Cup 1954. Lorient nhanh chóng hồi phục và đến năm 1948, đang chơi ở giải nghiệp dư Championnat de France (CFA). Câu lạc bộ đã dành hai năm trong giải đấu trước khi trở lại Division d'Honneur. Năm 1957, Lorient được thăng chức trở lại CFA, nhưng gặp khó khăn do hạn chế về tài chính. Sau đó, câu lạc bộ đã tìm kiếm các nhà tài trợ với hy vọng trở nên chuyên nghiệp. Năm 1967, dưới sự chủ trì của cả Jean Tomine và René Fougère, Lorient đã chuyển sang thi đấu chuyên nghiệp và được Liên đoàn Pháp bầu chọn vào Đội 2. Chủ tịch sắp tới Henri Ducassou đã đồng ý làm hết sức mình để làm cho sự khởi sắc về chuyên môn ở Lorien.
Ở giải hạng hai, Lorient đã phải vật lộn trong những năm đầu thập niên 70 để liên tục đứng trên BXH. Trong các mùa giải 1974–75 và 1975–76, câu lạc bộ đã tiến gần đến việc thăng hạng lên Division 1, đứng thứ 3 trong bảng mỗi lần, thiếu một bậc so với trận play-off thăng hạng. Tuy nhiên, mùa giải sau đó, Lorient bị xuống Division 3. Tiềm năng của đội bóng đó đã được chứng minh trên cả phân loại khi câu lạc bộ vượt qua vòng tứ kết Cúp FA của Pháp đầu tiên trong lịch sử. Câu lạc bộ sau đó gặp khó khăn về tài chính và trong nước. Nó bị phá sản vào năm 1978. Trong giai đoạn này, dưới cái tên "Club des Supporters du FC Lorient" (những người ủng hộ hợp pháp tiếp quản để giữ tên FC Lorient tồn tại), Lorient chơi ở Division Supérieure Régionale (hạng sáu của kim tự tháp bóng đá Pháp). Vào đầu những năm 1980, Georges Guenoum tiếp quản câu lạc bộ với tư cách là chủ tịch và thuê cựu cầu thủ của Lorient, Christian Gourcuff làm người quản lý. Đáng ngạc nhiên là dưới thời Gourcuff, Lorient nhanh chóng leo lên trở lại bậc thang của bóng đá Pháp. Năm 1983, câu lạc bộ giành được danh hiệu Brittany Division d'Honneur và mùa giải tiếp theo, vô địch Division 4. Năm 1985, họ vô địch Division 3 và vì vậy đã trở lại Division 2 tám năm sau khi họ sụp đổ ở cấp độ đó! Gourcuff rời câu lạc bộ sau chiến dịch giải Division 2 đầu tiên, với việc trụ hạng chỉ có hiệu quả nhờ một hiệu số bàn thắng bại bất lợi. Lorient đã trải qua năm năm tiếp theo ở Division 3, chơi dưới thời hai người quản lý. Nó lại sụp đổ về mặt tài chính vào năm 1990 nhưng vẫn được phép ở lại Division 3. Năm 1991, Gourcuff trở lại câu lạc bộ và sau gần một thập kỷ chơi ở giải hạng 3, Lorient được thăng hạng trở lại giải hạng 2 sau khi vô địch Championnat National lần thứ hai.

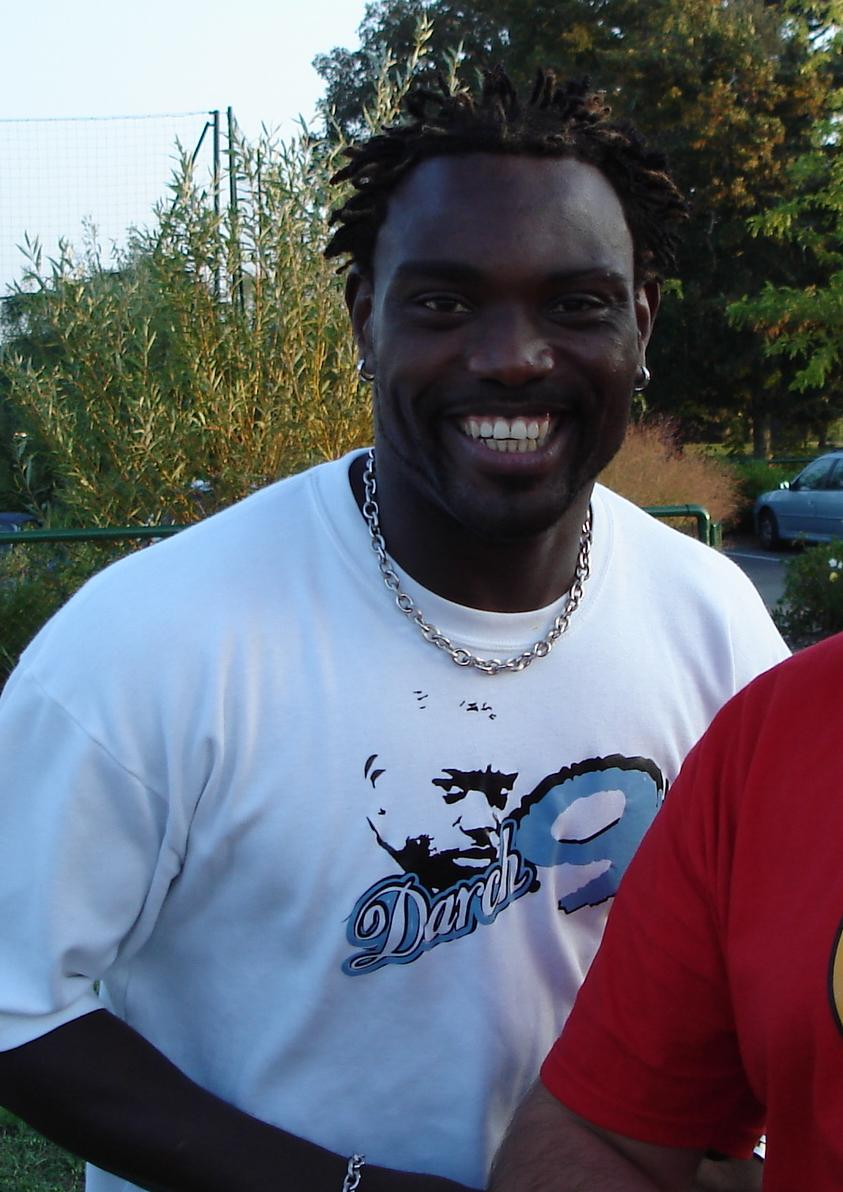
Jean-Claude Darcheville ghi bàn thắng quyết định cho Lorient trong trận chung kết Coupe de France năm 2002.

Lorient đã trải qua hai mùa giải ở giải hạng hai và trong mùa giải 1997–98, khiến nhiều người ngạc nhiên khi bỏ chạy khỏi giải đấu cùng với nhà vô địch Nancy. Mùa giải 1998–99 đánh dấu trận đấu đầu tiên của Lorient tại Division 1 trong lịch sử câu lạc bộ. Sự xuất hiện ngắn ngủi với Lorient đang vật lộn để đáp ứng nhu cầu tài chính và sự cạnh tranh mạnh mẽ hơn của giải đấu. Câu lạc bộ kết thúc ở vị trí thứ 16 và đã xuống hạng. Đáng kinh ngạc, Lorient bằng điểm với Le Havre khi cả hai câu lạc bộ có cùng số trận thắng, thua và hòa. Tuy nhiên, do Le Havre có hiệu số bàn thắng bại tốt hơn nên Lorient đã phải xuống hạng. Chỉ sau hai mùa giải ở giải hạng 2, Lorient đã trở lại giải hạng nhất cho mùa giải 2001–02. Trước khi thăng hạng, vào tháng 4 năm 2001, việc tiếp quản câu lạc bộ do Alain Le Roch dẫn dắt đã dẫn đến những vấn đề nội bộ, dẫn đến sự ra đi của Gourcuff và một trong những cầu thủ xuất sắc nhất của câu lạc bộ, Ulrich Le Pen, ngay sau đó. Câu lạc bộ đã thuê huấn luyện viên người Argentina Ángel Marcos để thay thế Gourcuff. Tuy nhiên, Marcos chỉ tồn tại được vài tháng.
Bất chấp những vấn đề ban đầu, Lorient đã củng cố đội hình để chuẩn bị trở lại giải hạng nhất bằng cách chiêu mộ những cầu thủ như Pascal Delhommeau, Moussa Saïb, Johan Cavalli và Pape Malick Diop. Được dẫn dắt bởi Yvon Pouliquen, các bản hợp đồng mới đã tham gia cùng những cái tên như Jean-Claude Darcheville, Arnaud Le Lan và Seydou Keita và khiến nhiều người ngạc nhiên khi lọt vào trận chung kết Coupe de la Ligue. Lorient đã bị đánh bại bởi Bordeaux trong trận chung kết. Lorient tiếp tục phong độ ấn tượng khi vô địch Coupe de France chỉ hai tháng sau đó. Trong trận đấu, Lorient đối mặt với Bastia và đánh bại Corsicans với tỷ số 1–0 nhờ bàn thắng của Darcheville. Danh hiệu này là vinh dự lớn đầu tiên của câu lạc bộ. Tuy nhiên, lễ kỷ niệm sẽ kết thúc với một ghi chú buồn hơn khi Lorient bị xuống hạng khỏi giải đấu trong cùng một mùa giải. Câu lạc bộ đã tham dự UEFA Cup vào mùa giải tiếp theo, thất bại trước Denizlispor của Thổ Nhĩ Kỳ ở vòng đầu tiên trên sân khách.
Lorient trở lại giải hạng nhất, bây giờ được gọi là Ligue 1, vào năm 2006 với một đội được tân trang hoàn toàn. Thay vì chi tiền cho cầu thủ, câu lạc bộ tập trung nỗ lực vào việc cải thiện học viện của mình và thăng chức một số cầu thủ lên đội một như André-Pierre Gignac, Virgile Reset, Jérémy Morel và Diego Yesso trong thời gian câu lạc bộ thi đấu tại Ligue 2. Lorient cũng bị ảnh hưởng bởi sự xuất hiện của Bakari Koné quốc tế Malian. Câu lạc bộ, khi trở lại Ligue 1, đã đứng giữa bảng trong ba mùa giải liên tiếp. Trong mùa giải 2009–10, Lorient đã thể hiện rất tốt trong nước. Tháng 10 năm 2009, câu lạc bộ đạt vị trí thứ 5 trên BXH; vị trí cao nhất của nó vào cuối mùa giải từ trước đến nay. Lorient cuối cùng đã kết thúc chiến dịch ở vị trí thứ 7; kết thúc tốt nhất của nó ở Ligue 1.
Trong mùa giải Ligue 1 2016-2017, Lorient đấu với đội bóng ES Troyes của Ligue 2 trong trận đấu play off thăng hạng / xuống hạng. Lorient để thua với tỷ số 2-1 và phải xuống hạng tại Ligue 2 sau 11 năm ở vị trí dẫn đầu.
Vào ngày 30 tháng 4 năm 2020, Lorient được thăng hạng lên Ligue 1 sau khi LFP quyết định kết thúc sớm mùa giải của cả Ligue 1 và Ligue 2 do đại dịch Coronavirus. Lorient đang đứng đầu bảng Ligue 2 vào thời điểm quyết định.

## Cầu thủ

### Đội hình hiện tại
Tính đến ngày 5/2/2024
Ghi chú: Quốc kỳ chỉ đội tuyển quốc gia được xác định rõ trong điều lệ tư cách FIFA. Các cầu thủ có thể giữ hơn một quốc tịch ngoài FIFA.
| Số | VT | Quốc gia    | Cầu thủ                           |
| -- | -- | ----------- | --------------------------------- |
| 1  | TM | Sénégal     | Alfred Gomis (mượn từ Rennes)     |
| 2  | HV | Brasil      | Igor Silva                        |
| 3  | HV | Tunisia     | Montassar Talbi                   |
| 4  | HV | Pháp        | Loris Mouyokolo                   |
| 5  | HV | Pháp        | Benjamin Mendy                    |
| 6  | TV | Maroc       | Imran Louza (mượn từ Watford)     |
| 7  | TV | Hy Lạp      | Panos Katseris                    |
| 8  | TV | Nigeria     | Bonke Innocent                    |
| 9  | TĐ | Bờ Biển Ngà | Mohamed Bamba                     |
| 10 | TV | Algérie     | Badredine Bouanani (mượn từ Nice) |
| 11 | TĐ | Sénégal     | Bamba Dieng                       |
| 12 | HV | Cameroon    | Darlin Yongwa                     |
| 13 | HV | Sénégal     | Formose Mendy                     |
| 14 | TV | Pháp        | Tiémoué Bakayoko                  |

| Số | VT | Quốc gia               | Cầu thủ                            |
| -- | -- | ---------------------- | ---------------------------------- |
| 15 | HV | Pháp                   | Julien Laporte                     |
| 17 | TV | Pháp                   | Jean-Victor Makengo                |
| 19 | TV | Pháp                   | Laurent Abergel (đội trưởng)       |
| 21 | TV | Pháp                   | Julien Ponceau                     |
| 22 | TĐ | Pháp                   | Eli Junior Kroupi                  |
| 24 | HV | Cộng hòa Dân chủ Congo | Gédéon Kalulu                      |
| 27 | TĐ | Bénin                  | Tosin Aiyegun                      |
| 32 | HV | Ghana                  | Nathaniel Adjei (mượn từ Hammarby) |
| 37 | TV | Pháp                   | Théo Le Bris                       |
| 38 | TM | Thụy Sĩ                | Yvon Mvogo                         |
| 44 | TV | Pháp                   | Ayman Kari (mượn từ Paris SG)      |
| 94 | TM | Cộng hòa Trung Phi     | Dominique Youfeigane               |
| 95 | HV | Pháp                   | Isaak Touré                        |
| 97 | TV | Pháp                   | Quentin Boisgard                   |

### Cho mượn
Ghi chú: Quốc kỳ chỉ đội tuyển quốc gia được xác định rõ trong điều lệ tư cách FIFA. Các cầu thủ có thể giữ hơn một quốc tịch ngoài FIFA.
| Số | VT | Quốc gia    | Cầu thủ                                                     |
| -- | -- | ----------- | ----------------------------------------------------------- |
| —  | HV | Bờ Biển Ngà | Bamo Meïté (tại Marseille tới 30 tháng 6 năm 2024)          |
| —  | TV | Bờ Biển Ngà | Stéphane Diarra (tại Saint-Étienne tới 30 tháng 6 năm 2024) |
| —  | TĐ | Pháp        | Yoann Cathline (tại Almere City tới 30 tháng 6 năm 2024)    |

| Số | VT | Quốc gia | Cầu thủ                                                     |
| -- | -- | -------- | ----------------------------------------------------------- |
| —  | TĐ | Nigeria  | Taofeek Ismaheel (tại Beveren tới 30 tháng 6 năm 2024)      |
| —  | TĐ | Sénégal  | Sambou Soumano (tại Quevilly-Rouen tới 30 tháng 6 năm 2024) |

### Cầu thủ đáng chú ý
Dưới đây là những cầu thủ hiện tại và trước đây đáng chú ý, những người đã đại diện cho Lorient ở các giải đấu và quốc tế kể từ khi câu lạc bộ được thành lập vào năm 1926. Để xuất hiện trong phần bên dưới, một cầu thủ phải chơi trong ít nhất 100 trận đấu chính thức cho câu lạc bộ.
Để có danh sách đầy đủ các cầu thủ FC Lorient theo bài viết trên Wikipedia, hãy xem tại đây.
| - Fabrice Abriel - Morgan Amalfitano - Fabien Audard - Jordan Ayew - Gérard Bernardet - Yannick Bonnec - Marc Boutruche - Michaël Ciani - Jean-Claude Darcheville - Kevin Gameiro - Benjamin Genton - André-Pierre Gignac - Christian Gourcuff - Ludovic Giuly | - Tchiressoua Guel - Christophe Jallet - Bakari Koné - Laurent Koscielny - Arnaud Le Lan - Yazid Mansouri - Sylvain Marchal - Roger Marette - Jérémy Morel - Stéphane Pédron - Rafik Saïfi - Marama Vahirua - Raphaël Guerreiro |

### Đội ngũ kỹ thuật

#### Quan chức câu lạc bộ
Quan chức câu lạc bộ cấp cao 
- Chủ tịch: Loïc Féry
- Tổng giám đốc: Arnaud Tanguy
- Huấn luyện viên trưởng: Christophe Pélissier

### Thành tích

#### Quốc nội
- Ligue 2
  - Vô địch: 2019–20
- Championnat quốc gia
  - Vô địch: 1994–95
- Coupe de France
  - Vô địch: 2001–02
- Coupe de la Ligue
  - Á quân: 2001–02
- Trophée des Champions
  - Á quân: 2002

#### Khu vực
- Division d'Honneur (Bretagne)
  - Vô địch (5): 1932, 1936, 1957, 1983, 1995 [8]
- Coupe de Bretagne
  - Vô địch (6): 1958, 1970, 1982, 1990, 2000, 2002

#### Châu Âu
| Mùa     | Giải     | Kết quả | Quốc gia   | Câu lạc bộ  | Nhà | Khách | Tổng hợp |
| ------- | -------- | ------- | ---------- | ----------- | --- | ----- | -------- |
| 2002–03 | Cúp UEFA | Vòng 1  | Thổ Nhĩ Kỳ | Denizlispor | 3–1 | 0–2   | 3–3 (a)  |